# Richard Curzon (4e comte Howe)
Richard George Penn Curzon, 4e comte Howe, (28 avril 1861 - 10 janvier 1929), titré vicomte Curzon entre 1876 et 1900, est un courtisan britannique et un homme politique conservateur. Il est trésorier de la maison entre 1896 et 1900 et Lord Chambellan de la reine Alexandra entre 1903 et 1925.

## Jeunesse et éducation
Il est le fils aîné de Richard Curzon-Howe (3e comte Howe), et de son épouse Isabella Maria Katherine Anson, fille du Major général George Anson et son épouse Isabella Elizabeth Annabella Weld-Forester .
Il fait ses études au Collège d'Eton et à Christ Church, Oxford.

## Carrière politique
En 1885, il est élu député de Wycombe. Il devient membre du gouvernement lorsqu'il est nommé trésorier de la maison sous Lord Salisbury en 1896, un poste qu'il occupe jusqu'en 1900, lorsqu'il hérite des titres de son père et démissionne de son siège à la Chambre des communes. De 1900 à 1903, il est Lord-in-waiting sous Salisbury puis Arthur Balfour. En 1903, il est fait Chevalier Grand-Croix de l'Ordre royal de Victoria et nommé Lord Chambellan de la Reine Alexandra . Il sert dans ce poste jusqu'à la mort de la reine en 1925.
Lord Howe est également capitaine dans la cavalerie Yeomanry de Prince Albert's Own, lieutenant-colonel honoraire du 2e bataillon du Leicestershire Volunteer Regiment et juge de paix du Buckinghamshire.
Son beau-frère, Randolph Churchill, le nomme l'un de ses deux exécuteurs littéraires ; à ce titre, il donne son consentement à ce que Winston Churchill rédige la biographie de son père, bien qu'avec quelque réticence.

## Famille
Lord Howe épouse Lady Georgiana Elizabeth Spencer-Churchill (14 mai 1860 - 9 février 1906), la cinquième fille de John Spencer-Churchill (7e duc de Marlborough), et son épouse Frances Anne Emily Vane, le 4 juin 1883 à St George's Hanover Square. Ainsi, il est l'oncle de Winston Churchill par mariage. Ils ont un fils, Francis. Georgiana Curzon et Chesham lancent en décembre 1899 le financement d'un hôpital à envoyer en Afrique du Sud avec les combats impériaux de Yeomanry pendant la seconde guerre des Boers. Ils recueillent plus de 100 000 £, ce qui conduit à la création de l'hôpital Imperial Yeomanry, avec un hôpital de base, un hôpital de campagne et des sociétés de porteurs.
Après la mort de sa première femme en 1906, Curzon épouse Florence, marquise douairière de Dufferin et Ava, en 1919. Après sa mort en 1925, il épouse sa cousine éloignée, Lorna Curzon. Il est décédé en janvier 1929, à l'âge de 67 ans, et est remplacé par son fils unique, Francis. La comtesse Howe est décédée en février 1961.